# Carl Paul Goerz

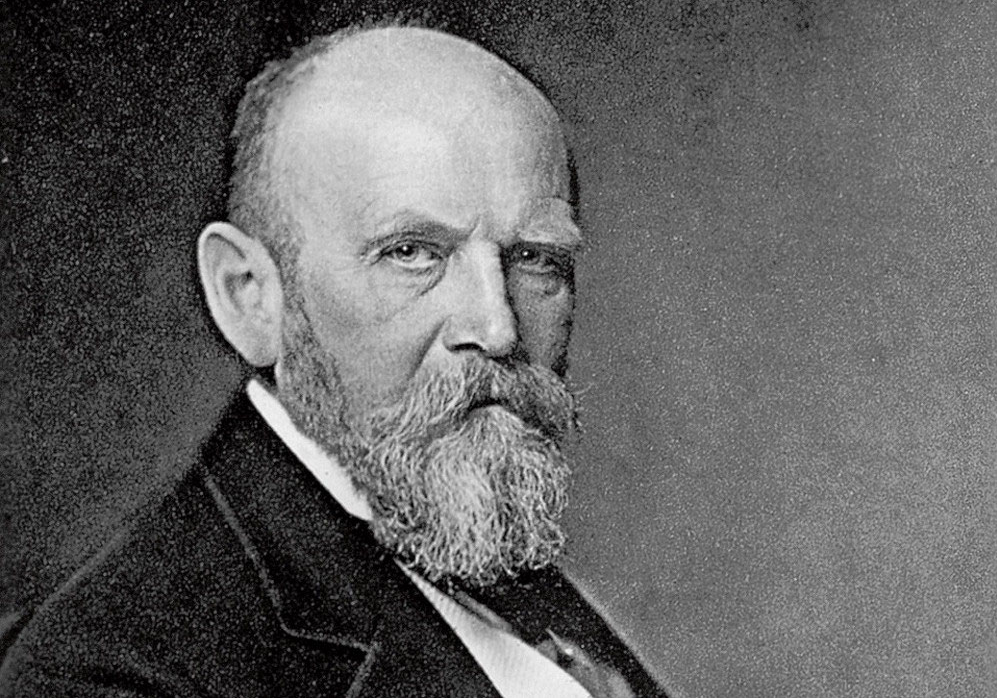
Carl Paul Goerz

Carl Paul Goerz (* 21. Juli 1854 in Brandenburg an der Havel; † 14. Januar 1923 in Berlin) war ein deutscher Unternehmer und Gründer der Optischen Anstalt C. P. Goerz, des seinerzeit größten Berliner Herstellers von Präzisionsoptik.

## Leben
Der Sohn eines kleinen Beamten verlor früh die Mutter und wuchs bei seinem Onkel in Rathenow auf. Er besuchte die Realschule und schloss 1873 eine dreijährige kaufmännische Lehre bei Emil Busch ab. Nach seiner Militärdienstzeit war Goerz als Handelsreisender für verschiedene feinmechanische und optische Firmen tätig. Von 1883 bis 1886 lebte er in Paris und war zeitweilig Teilhaber der Firma von Eugen Krauss, die in Lizenz von Carl Zeiss Objektive und später auch Kameras und Ferngläser herstellte. 1886 ließ sich Goerz in Berlin nieder und gründete einen Versandhandel für mathematische Instrumente, Reißzeuge und Winkelmesser, vornehmlich für Schulen. 1887 begann er mit dem Vertrieb fotografischer Apparate nebst Zubehör, die er nach Übernahme der mechanischen Werkstatt von F. A. Hintze 1888 als C. P. Goerz, Spezialfabrik photograph. Amateur-Apparate auch selbst produzierte. Um auch die Objektive selbst fertigen zu können, stellte Goerz im September 1888 den Ingenieur Carl Moser (1858–1892) ein, der zuvor schon für Carl Bamberg gearbeitet hatte und ein Fachmann auf dem Gebiet der Berechnung von Linsensystemen war. Mit der Anstellung des Optikers Karl Hertel im Oktober 1888 begann die Produktion von Objektiven.

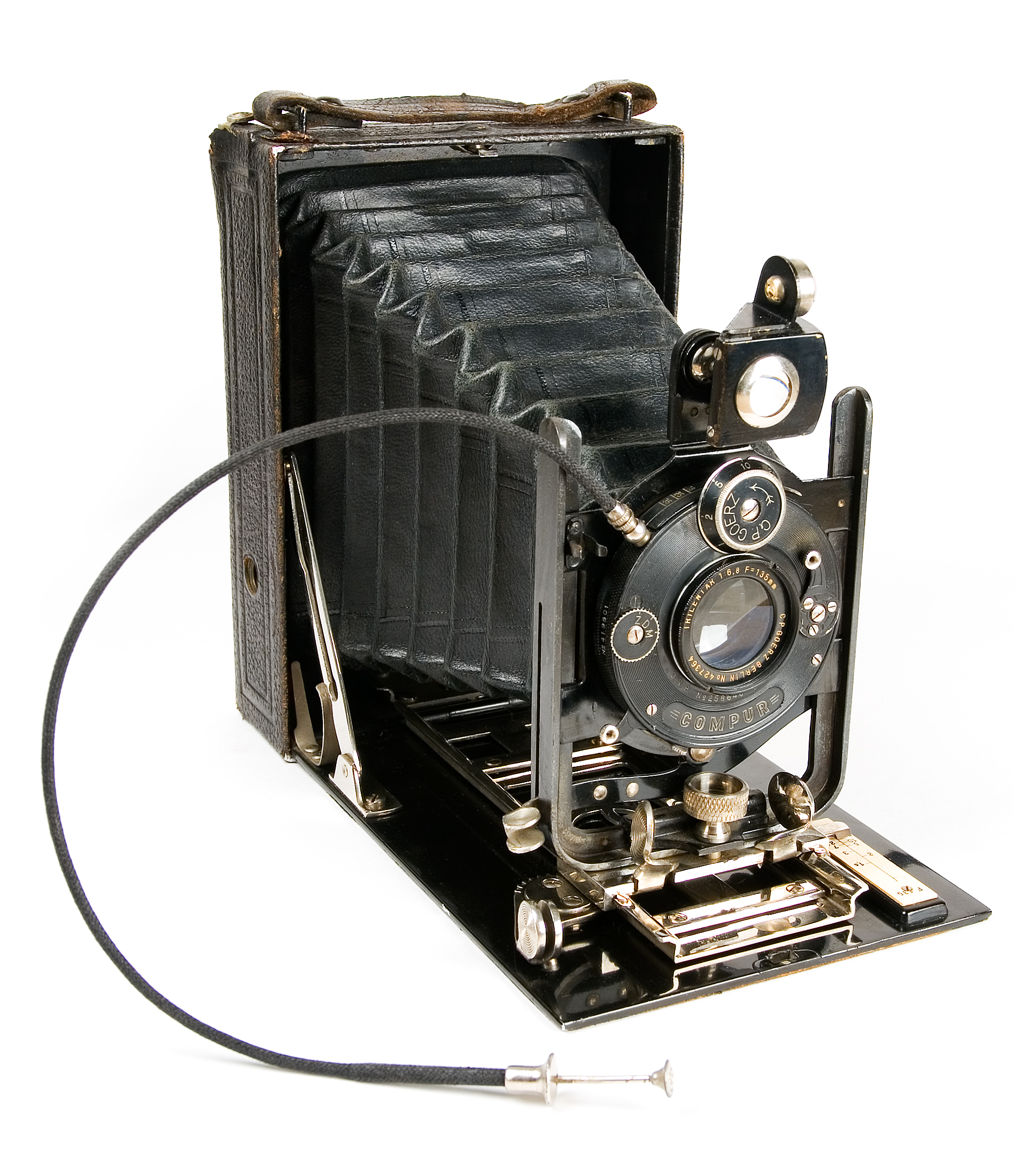
Kamera von C. P. Goerz

Seit Vorstellung des ersten Objektivs 1890 nannte Goerz seine Firma Optische Anstalt C. P. Goerz. Im selben Jahr sicherte er sich die Alleinfabrikation des von Ottomar Anschütz erfundenen Momentverschlusses. Die Goerz-Anschütz-Moment-Camera, die mit einer Verschlusszeit von 1/1000 Sekunde erstmals die Fotografie bewegter Objekte ermöglichte, wurde ein kommerzieller Erfolg. Ähnlich erfolgreich wurde der Goerz Doppel-Anastigmat, ein Objektiv, das der für den verstorbenen Moser 1892 eingestellte Emil von Höegh entwickelt hatte.
Seine Weitsicht bewies Goerz, indem er sich frühzeitig um militärische Aufträge bewarb. Er machte seine Firma innerhalb weniger Jahre zum weltweit größten Produzenten militärischer Optik. 1903 wandelte er die Optische Anstalt in eine Aktiengesellschaft mit einem Aktienkapital von 3,5 Millionen Mark um. 1908 gründete Goerz die von der Optischen Anstalt unabhängige Goerz Photochemische Werke G.m.b.H..
Goerz war ein geschickter und erfolgreicher Unternehmer. Durch die schnelle Expansion seines Betriebes bestand in den 1890er Jahren ein schwer zu befriedigender Fachkräftebedarf. Goerz warb deshalb Lehrlinge anderer feinmechanischer und optischer Unternehmen ab und stellte sie bei voller Bezahlung ein. Um die Fachkräfte an seine Firma zu binden, führte Goerz bereits 1894 den achtstündigen Arbeitstag und 1897 einen bezahlten Erholungsurlaub ein. Als Goerz 1923 starb, war die Goerz AG nach Carl Zeiss das zweitgrößte deutsche Unternehmen der Feinmechanik und Optik.
Bereits 1921 übernahm sein Sohn Paul Goerz die Leitung der Goerz AG und war ab 1929 Vorstandsvorsitzender der neu gegründeten und im „Goerzwerk“ Berlin-Zehlendorf ansässigen Fernseh AG (ab Oktober 1939 Fernseh GmbH). Paul Goerz jun. wurde 1932 Leiter der Ideal-Werke AG in Berlin-Hohenschönhausen (ab Dezember 1938: Blaupunkt-Werke GmbH, Berlin-Wilmersdorf).
Goertz war Mitglied der Berliner Freimaurerloge Zu den drei goldenen Schlüsseln.

## Werke
- Paul Goerz (Hrsg.): Ausführliche Anleitung zur Herstellung von Photographien für Liebhaber. Verlag Robert Oppenheim, Berlin, o. J. (1889).[2]

## Auszeichnungen
- Goldene Medaille (C.P. Goerz) in der Kategorie Photographie der Weltausstellung in Antwerpen im Jahr 1894.[3]
- Ehrendiplom auf der Amateur-Photographen-Ausstellung in Salzburg 1893.[4]
- Bronzemedaille (4. Abteilung Chemicalien, Apparate etc.) für C.P. Goerz für preiswerte und gute Objective auf der Photographischen Jubiläumsausstellung 1889 in Berlin.[5]

## Ehrungen

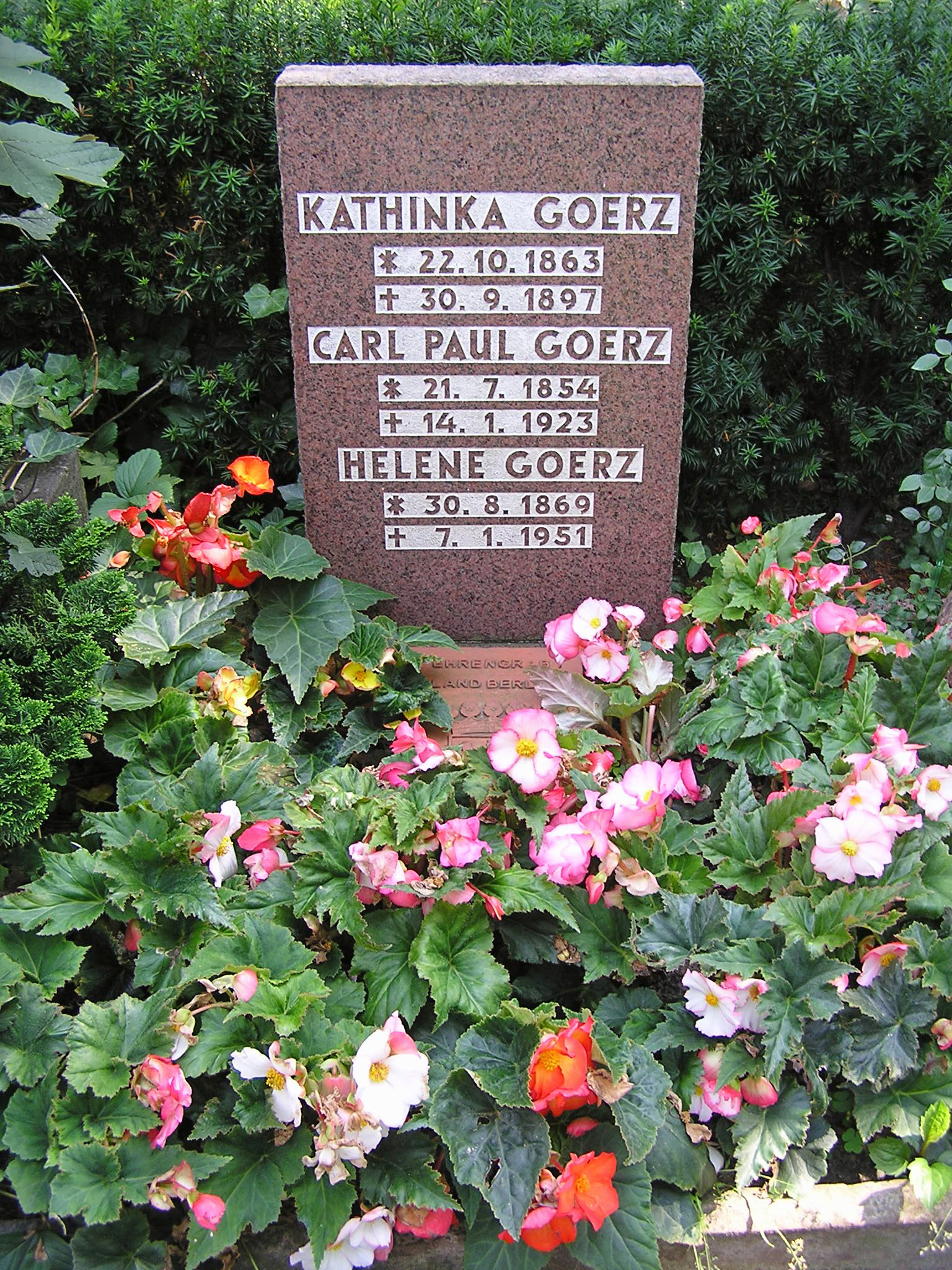
Ehrengrab von Carl Paul Goerz auf dem Friedhof Grunewald

Carl Paul Goerz wurde am 28. September 1903 zum Kommerzienrat und am 14. Mai 1914 von der Technischen Hochschule Charlottenburg zum Dr. Ing. E. h. ernannt. In Berlin-Zehlendorf ist die Goerzallee nach ihm benannt.
Auf Beschluss des Berliner Senats ist die letzte Ruhestätte von Carl Paul Goerz auf dem Friedhof Grunewald (Grablage: I a-UW-51) seit 1978 als Ehrengrab des Landes Berlin gewidmet. Die Widmung wurde zuletzt im Jahr 2021 um die übliche Frist von zwanzig Jahren verlängert.